# 보라존
보라존(Borazon)은 질화 붕소(cBN) 입방체의 브랜드 이름이다. 색은 화학 결합에 따라 검은색에서 갈색, 금색에 이를 정도로 다양하다. 다양한 형태의 다이아몬드, 여러 종류의 질화붕소와 더불어, 현재 알려진 가장 딱딱한 물질들 가운데 하나이다. 보라존은 7 GPa의 1800 °C보다 높은 온도에서 같은 양의 보론과 질소를 가열하여 만든 결정이다.
보라존은 1957년 제너럴 일렉트릭 컴퍼니에서 일하던 물리화학자 Robert H. Wentorf, Jr.에 의해 처음 만들어졌다.